# Église Saint-Thyrse de Châteauponsac
L'église Saint-Thyrse est une église catholique située à Châteauponsac, en France.

## Localisation
L'église est située dans le département français de la Haute-Vienne, sur la commune de Châteauponsac.

## Historique
Les premières pierres de l'église Saint-Thyrse sont posées en 1041. 
Saccagées pendant les guerres de la domination anglaise au XIVe siècle, la voûte de la nef et la façade occidentale sont renversées. Le XVe siècle répare ces désastres à sa manière : dans la nef, les baies des murs romans conservés sont aveuglées. Les contreforts sont enlevés et de nouvelles fenêtres sont percées. La nef et les collatéraux sont couverts d'une voûte à nervures prismatiques qui viennent se perdre dans des colonnes sans chapiteaux ; enfin une façade occidentale en ogives fleuries couronne cette réparation. 
L'édifice est classé au titre des monuments historiques le 9 avril 1910. 
La voûte de la nef menaçant de s'effondrer en partie, l’église est désormais rouverte après d'importants travaux de rénovation.  

## Architecture
L'église Saint-Thyrse, actuellement seule église paroissiale, est un édifice roman de la fin du XIe siècle et du XIIe siècle. Son plan cruciforme accuse deux collatéraux étroits, et trois absides circulaires à l'ouest. Une coupole couronnée d'un clocher surmonte l'intersection du transept et la nef. La flèche a été reconstruite et agrandie en 1870. Le chœur est séparé des collatéraux par deux rangs de magnifiques colonnes aux légers fûts cylindriques.
Sous la chapelle du transept méridional existe une crypte dont la voûte est portée par quatre colonnes. Un seul de ses quatre chapiteaux qui surmontent ces colonnes est sculpté.